# Pradesgebergte
Het Pradesgebergte of Muntanyes de Prades, is een gebergte in de provincie van Tarragona, in Spanje.

## Geografie
Het hoogste punt van het gebergte is de Tossal de la Baltasana, met een hoogte van 1.202 m. Andere bergen zijn Molas dels Quatres Termes, La Mussara, Punta de la Barrina, Mola del Guerxet en Tossal de la Creu. Ook is het gebergte de bron van de rivieren Francolí en Brugent.

## Gemeentes
Het Pradesgebergte strekt zich uit in de gemeentes Mont-ral, Alcover, La Riba, Alforja, Capafonts, La Febró, L’Albiol, L’Aleixar, Arbolí, Prades, Vilaplana, Vilaverd, Montblanc, L'Espluga de Francolí, Vimbodí i Poblet, Cornudella de Montsant, Vallclara, Siurana en Ulldemolins.